# Route européenne 46
Pour les articles homonymes, voir E46 et Route 46.
La route européenne 46  (E46) est une route reliant Cherbourg (France) à Liège (Belgique) en passant par Reims (France). Mondeville 

## Tracé

### France
En France, la route européenne 46 relie Cherbourg à La Chapelle-en-Ardenne. Elle se confond avec :
- N 13 de Cherbourg à Carpiquet en passant par Bayeux ;
- N 814 (Boulevard périphérique de Caen) de Carpiquet à Mondeville ;
- A13 de Mondeville à Oissel en passant par Pont-l’Évêque ;
- D 18E de Oissel à Rouen-Saint-Sever ;
- N 28 de Rouen-Saint-Sever à Rouen-Deux Rivières ;
- N 31 de Rouen-Deux Rivières à Tinqueux en passant par Beauvais, Compiègne et Soissons ;
- A344 (Traversée urbaine de Reims) de Tinqueux à Thillois ;
- A4 (Contournement Sud de Reims) de Thillois à Taissy ;
- A34 de Taissy à Witry-lès-Reims ;
- N 51 de Witry-lès-Reims à Rethel ;
- A34 de Rethel à Sedan en passant par Charleville-Mézières ;
- N 43 (Contournement de Sedan) de Sedan à Bazeilles ;
- N 58 de Bazeilles à La Chapelle-en-Ardenne.

### Belgique

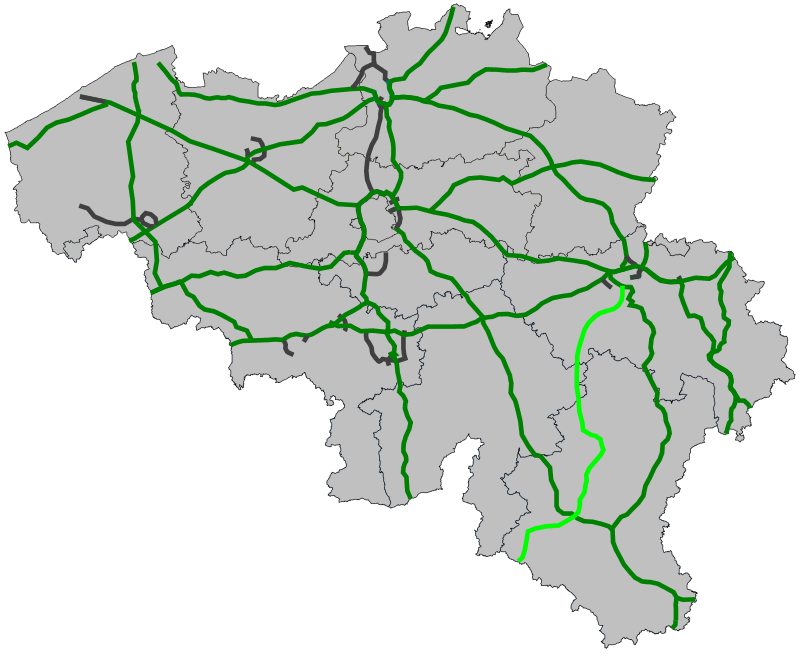
Tracé de l’E46 en Belgique

En Belgique, la route européenne 46 relie Bouillon à Liège. Elle se confond avec : 
- route nationale 89 de Bouillon à Barrière de Champlon en passant par Libramont-Chevigny ;
- route nationale 4 de Barrière de Champlon à Marche-en-Famenne ;
- route nationale 63 de Marche-en-Famenne à Liège.